# Calle de la Escosura
La calle de la Escosura es una vía pública de la ciudad española de Madrid, situada en el barrio de Arapiles, distrito de Chamberí.

## Descripción
La vía nace de la calle de Fernando el Católico y discurre hasta poco después de pasar la de Donoso Cortés. El título recuerda al matritense Patricio de la Escosura (1807-1878), quien, además de político y periodista, fue autor dramático, mitógrafo, crítico y escritor. Aparece descrita en Las calles de Madrid (1889) de Hilario Peñasco de la Puente y Carlos Cambronero con las siguientes palabras:

Escosura. Comienza en la calle de San Rafael y termina en el campo. Es de apertura moderna. D. Patricio de la Escosura nació en Madrid en 1807. Fué discípulo de D. Alberto Lista. Habiendo formado parte con Espronceda de la sociedad secreta Los Numantinos, tuvo que salir desterrado. En 1834 se le desterró otra vez como carlista, y á su vuelta se afilió al partido de la Regencia. Desempeñó la cartera de Estado al lado del duque de Valencia, y en 1854 formó parte de la Comisión encargada de revisar la Constitución. Suyos son los dramas La corte del Buen Retiro y Bárbara Blomberg; escribió varias novelas, la Historia constitucional de Inglaterra y colaboró en muchos periódicos literarios y políticos.
(Peñasco de la Puente y Cambronero, 1889, p. 210)